# ノサ・セニョーラ・ダ・グラサ号事件
ノサ・セニョーラ・ダ・グラサ号事件（ノサ・セニョーラ・ダ・グラサごうじけん、ポルトガル語: Incidente da Nossa Senhora da Graça）は、1610年に起きた日本人によるポルトガル貿易船の爆沈事件。マードレ・デ・デウス号事件（ポルトガル語: Incidente da Madre de Deus）とも呼ばれるが、ポルトガルの原史料における船名は「ノサ・セニョーラ・ダ・グラサ号 （ポルトガル語: Nossa Senhora da Graça）」である。

## 事件の発端と戦闘までの経緯
事件の発端は、慶長13年10月23日（1608年11月30日）に肥前日野江藩主の有馬晴信が占城（チャンパ）に派遣した朱印船がマカオに越冬寄港中に、日本人船員が取引をめぐって騒擾事件を起こし、それをマカオのカピタン・モール（Capitão Mor、総司令官）であったアンドレ・ペソア（André Pessoa）が鎮圧し、このために日本人側に多数の死者が出たことであった。
翌慶長14年5月28日（1609年6月29日）、ペソアが日本航海の司令官として長崎に来着した。ペソアはマカオでの騒擾事件に関する調書を長崎奉行の長谷川左兵衛藤広に対して提出し、自身が駿府に赴いて大御所の徳川家康に陳弁する申し出をした。この件がポルトガル船貿易の途絶につながることを危惧した藤広は、マカオでの事件の真相は伏せてペソアの書記のマテオ・レイタン（Mateo Leitão）を代理人として駿府に遣わせるよう説得した。しかし、レイタンの出発後に家康による商品の先買権行使に不満を抱いたポルトガル商人たちが取引関係の改善と藤広の非を訴えるためペソアが直接駿府に赴くことを決議した。これはイエズス会士の勧告により実現しなかったが、このことで藤広とペソアの関係は悪化した。また、藤広は従来の慣行を破って取引方法を変更したり、持ち込んだ品を一方的に購入したりしたため、貿易を阻害されたポルトガル商人の反感を買っていた。そのため、ペソアはレイタンに自由貿易の保証を得ることも命じていたが失敗。オランダ人の対日貿易参加阻止もかなわず、日本船のマカオ寄港を禁じる同年7月25日（8月24日）付の朱印状を家康から下付されたにとどまった。
藤広は、マカオでの事件に対する報復を考えていた晴信を教唆し、ペソアの捕縛と商船捕獲とを家康に請願させた。晴信に伽羅木購入を委託していた家康は、報復行為によってポルトガル船貿易が断絶することを当初は懸念していたが、ポルトガルと同君連合を組んでいたスペイン商人のマニラ船がポルトガル船に積載されていた生糸などを補完することを保証し、またオランダ船の継続的な来航も期待できるようになったため、晴信に許可を出した。
駿府からペソアに召喚の命が伝えられたが、身の危険を感じたペソアは要請を拒否して船に籠もり、積荷を載せたまま出港の準備を始めた。

## 焼き討ち
長崎に到着した晴信は、慶長14年12月12日（1610年1月6日）に、藤広の支援を得て兵船30艘と1,200人の兵を動員した。日本側はマカオの事件について、責任は船長のみにあり、船員（ダ・グラサ号）にはないと判断した。そこで日本側は二人の家臣、林田作右衛門と鬼ノ池九郎右衛門に船長を処罰するよう命じた。林田作右衛門と鬼ノ池九郎右衛門は刀を着物の下に隠した簡単な短刀に持ち替えさせ、船長の身柄を確保するため外交使節団を派遣した。しかし、日本側の船が射程圏内に入っただけで船長が発砲し、大砲で日本船を沈没させるか燃やしたため使者たちはそれ以上近づくことができなかった。
12月15日（1月9日）、日本側は外交使節団を派遣することを諦め、6隻の武装した小型船でダ・グラサ号を攻撃し拿捕することにした。戦闘末のポルトガル兵の手に持っていた火薬に日本側の銃弾が当たり甲板に落ち、帆に火がついて船は燃え始めた。船は炎上し、ペソアは火薬庫に火を放つよう命じ船を爆破させて自沈した。
戦闘により日本側は久野右衛門と16人の兵士、ポルトガル側は戦闘と沈没で204人の兵士が死亡した
この戦闘の際、藤広の弟・長谷川忠兵衛（はせがわちゅうべえ）は、小船2艘を並べ井楼を組んで1艘の船とし、ダ・グラサ号に漕ぎ寄せて乗り移り、船主按針を討ち取ったという。

## 事件後
この事件により、ポルトガル船の長崎来航が2年間中断した。ポルトガルの貿易船は慶長12年（1607年）と慶長13年（1608年）にも欠航していたため、ポルトガル船からの生糸は、慶長17年（1612年）までの5年間日本へ輸入されることはなかった。
またそれまで家康の信任が厚かった通詞のジョアン・ロドリゲス神父が、藤広と長崎代官であった村山等安の中傷によって、慶長15年（1610年）にマカオに追放された。このことで幕府は長崎貿易におけるポルトガル商人の仲介者を失ったが、マカオ市は貿易再開のため、慶長16年（1611年）にポルトガルの艦隊司令官のドン・ヌーノ・ソウト＝マヨール（Dom Nuno Souto-Maior）をゴアのインド副王ルイ・ロウレンソ・デ・タヴォラの使節として派遣した。ソウト＝マヨールらは6月19日に薩摩に上陸し、島津氏の援助により駿府に到着。7月1日に家康に謁見し、江戸で将軍徳川秀忠にも謁した。インド副王とマカオ市参事会の書簡を差し出し、マカオでの騒擾事件に対するポルトガル側の措置について弁解し、同時にダ・グラサ号爆沈に対する損害賠償と藤広の長崎奉行罷免を要求した。幕府側は、事件の責任は全てペソアにあったとして取り合わなかったが、ポルトガルとの貿易再開は許可し、「売買法度以下、如前規可無相違者也」という朱印状を与えた。
家康は追放されたロドリゲスに代わって、イギリス人のウィリアム・アダムスを重用した。ロドリゲスを失ったことにより、イエズス会とキリシタン界は、幕府に対する有力な窓口を失った。
晴信は、ダ・グラサ号撃沈の功績による旧領回復を試みたがなかなか実現できず、周旋を請け負った岡本大八に多額の金品を贈った。これが「岡本大八事件」の発端となった。また、伽羅木の購入は元々藤広が家康に命じられていたことであったが、それを果たせなかったため、家康は晴信に委託したのであった。晴信はその才覚をもってうまく入手し献上したことで家康の覚えが良くなったが、そのために藤広との関係は悪化した。さらに藤広は、生糸の将軍先買権を強めるためにドミニコ会派に接近した。生糸貿易で中心的役割を果たしていたのはイエズス会派であり、イエズス会との繋がりが強く、生糸などの取引で利益を得ていた晴信にとって藤広の動きは脅威となっていた。これらのことから両者は「不倶戴天の敵」となり、それが岡本大八事件で発覚した晴信による藤広暗殺計画の原因ともなっていった。